# Salut au canon
Le salut au canon désigne l'utilisation d'une pièce d'artillerie pour tirer des coups de feu, souvent au nombre de 21, dans le but de marquer un honneur ou célébrer un événement joyeux. C'est une tradition dans de nombreux pays du monde.

## Histoire

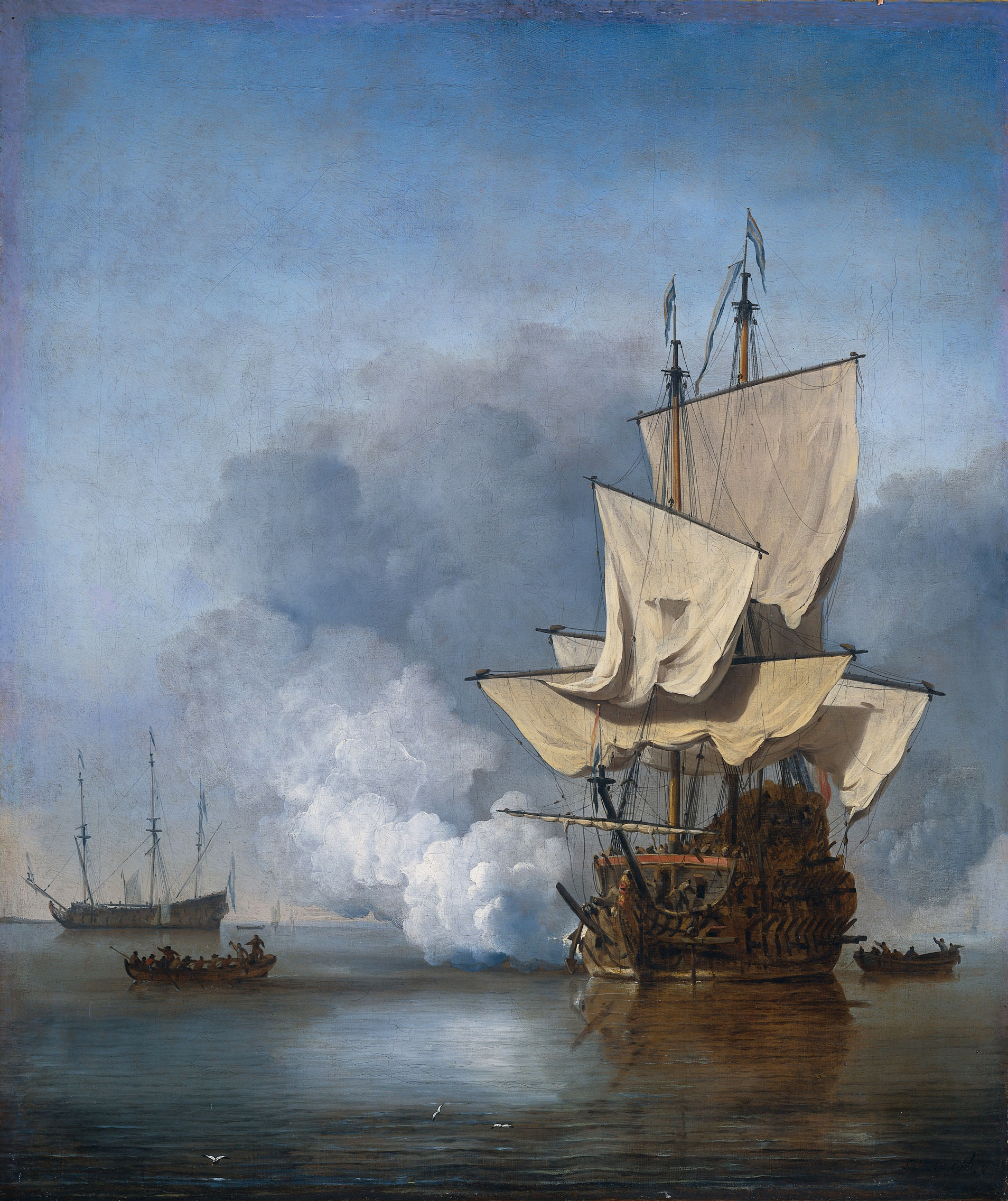
Het kanonschot peint par Willem van de Velde le Jeune.

Tirer des coups de canons est une tradition maritime qui remonte au XIVe siècle, alors que le canon commence à s'imposer sur les champs de bataille : un bateau qui entre dans les eaux d'un pays décharge ses armes et marque ainsi ses intentions pacifiques. Les batteries côtières ou les bateaux rencontrés répondent alors à ce salut. Si 7 coups de canon sont tirés au départ, correspondant au nombre de pièces embarquées sur un bateau, en plus de la symbolique du chiffre sept, ce nombre passe à 21, puisqu'on considérait que pour un coup tiré par un bateau, les batteries terrestres avaient assez de poudre pour trois coups. 

## Par pays
Les tirs de célébration se font tous avec les canons chargés à blanc.

### Afrique du sud
Un coup de canon (en) est tiré tous les jours depuis Signal Hill au Cap.

### Belgique
101 coups de canon sont tirés en Belgique après la prestation de serment du Roi.

### Bangladesh
21 coups de canon sont tirés le jour de la victoire le 16 décembre et le jour de l'indépendance le 26 mars.
La mort d'un militaire, policier ou fonctionnaire en service, ainsi que d'autres occasion de la mort de « martyrs » est également saluée par 21 coups de canon.

### Canada
A Vancouver, un coup de canon (9 O'Clock Gun (en)) est tiré tous les jours à 21h. 
Tous les jours, à midi, un coup de canon est tiré depuis les citadelles de Halifax, de  Québec et de Signal Hill à   Saint-Jean de Terre-Neuve. 

### Croatie
Un coup de canon est tiré tous les jours à midi depuis la tour Lotrščak à Zagreb. 

### États-Unis

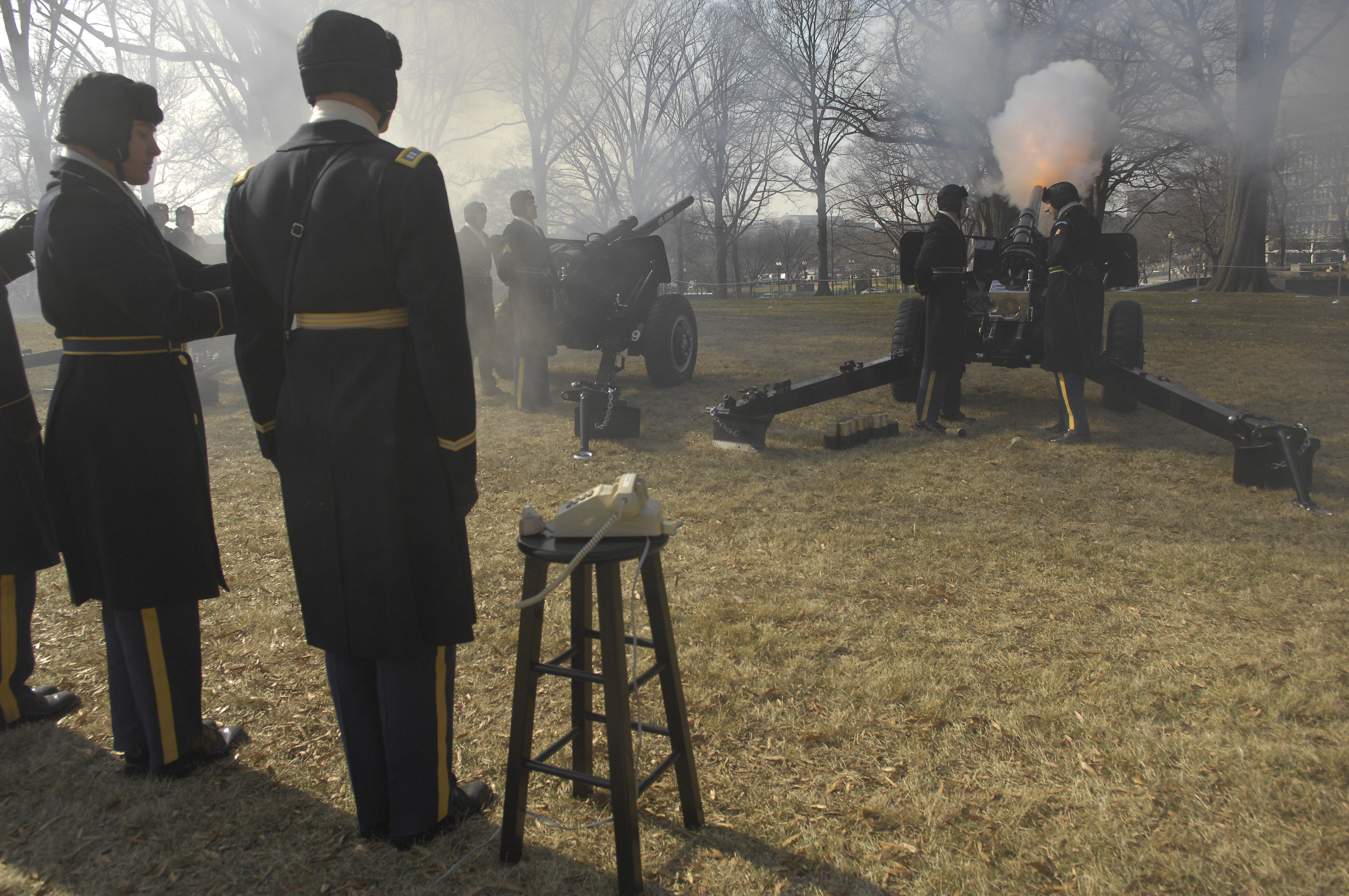
Un régiment d'infanterie salue l'investiture du président Barack Obama, le 20 janvier 2009.

21 coups de canon sont tirés aux États-Unis après la prestation de serment du Président.

### France
21 coups de canon sont tirés en France à l'investiture du président de la République. Cette pratique puise ses origines dans l'Ancien Régime. Sous la monarchie, 101 coups de canon sont tirés pour annoncer la mort du roi et l'intronisation de son successeur. En 1958, au commencement de la Ve République, Charles de Gaulle souhaite reprendre cette coutume, mais en passant de 101 coups de canon royaux à 21 coups républicains pour réduire le décor monarchique. Plusieurs légendes sont données pour expliquer le chiffre de 21. La plus plausible entretient un lien avec la marine : 21 ferait référence « aux artilleurs des vaisseaux de guerre qui vidaient leurs canons sept fois avant de rentrer dans un port pour signifier qu'ils n'avaient pas l'intention de se battre. À terre, les forces militaires répondaient par trois coups de canon à chaque coup tiré, ce qui faisait donc 21 coups pour annoncer le pacifisme ».

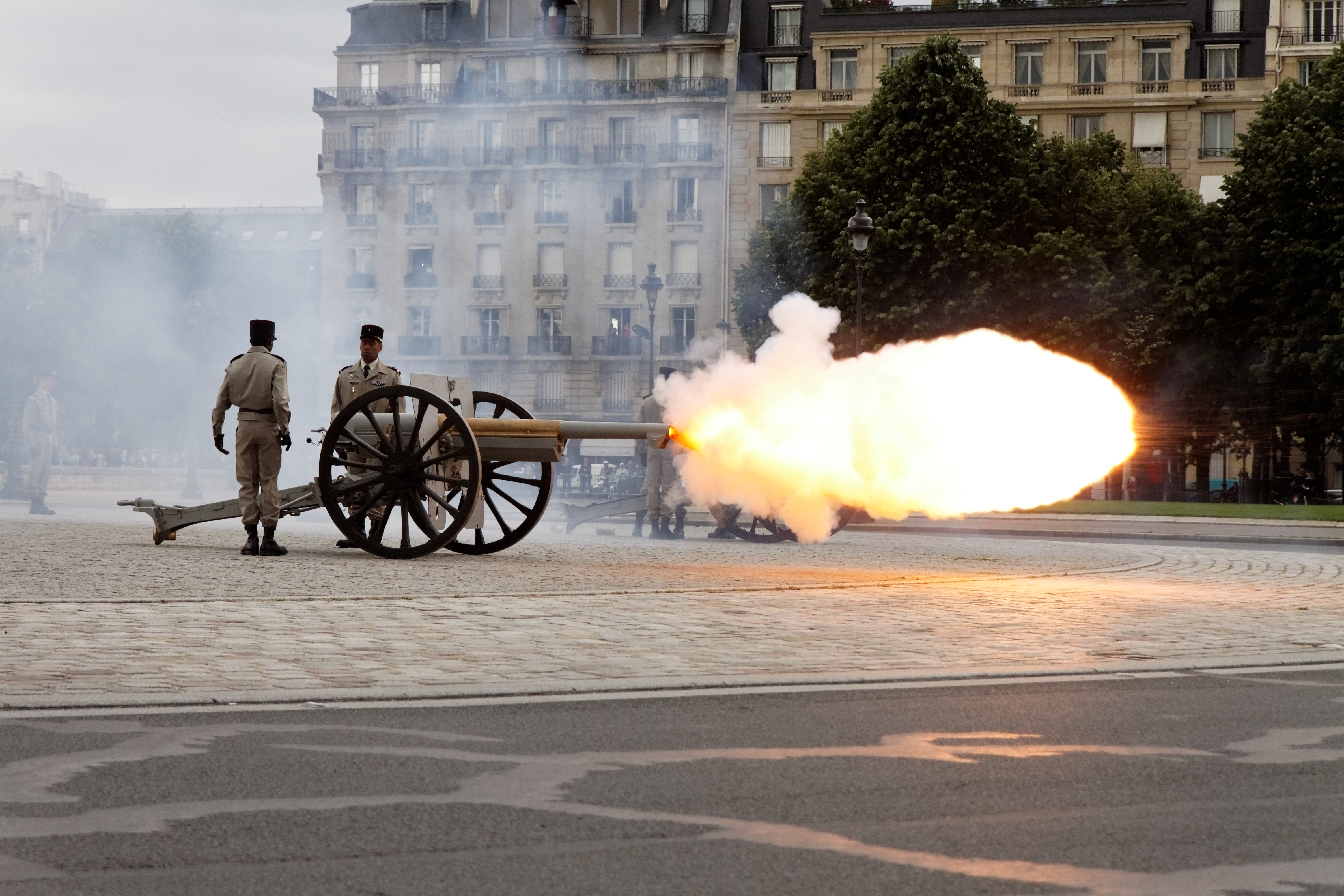
Sur l'esplanade des Invalides, la batterie d'honneur de l'artillerie française tire la salve de 21 coups de canons lors de l'investiture du président.

À Nice, un coup de canon est tiré tous les jours à midi, depuis la colline du château. Cette tradition instaurée par un aristocrate anglais, Thomas Coventry, remonte à 1861.

### Hong Kong
Un  coup de canon (Noonday Gun) est tiré tous les jours à midi.

### Inde
Les États princiers des Indes avaient droit à un certain nombre de tirs, codifié selon leur importance.

### Italie
Un coup de canon est tiré tous les jours de la colline du Janicule à Rome.

### Malte
La Batterie de salutation, dont l'origine remonte au Grand Siège de Malte, est utilisée chaque jour à midi et seize heures.

### Monaco
La naissance de Gabriella et Jacques de Monaco a été célébrée par 42 coups de canon.

### Russie
Un coup de canon est tiré tous les jours à midi depuis le bastion Troubetskoi de la  Forteresse Pierre-et-Paul à Saint-Pétersbourg et depuis la forteresse de Vladivostok.
Dans de nombreuses villes russes, des salves d'artillerie sont tirées  pour célébrer le jour de la victoire le 9 mai.

### Royaume-Uni

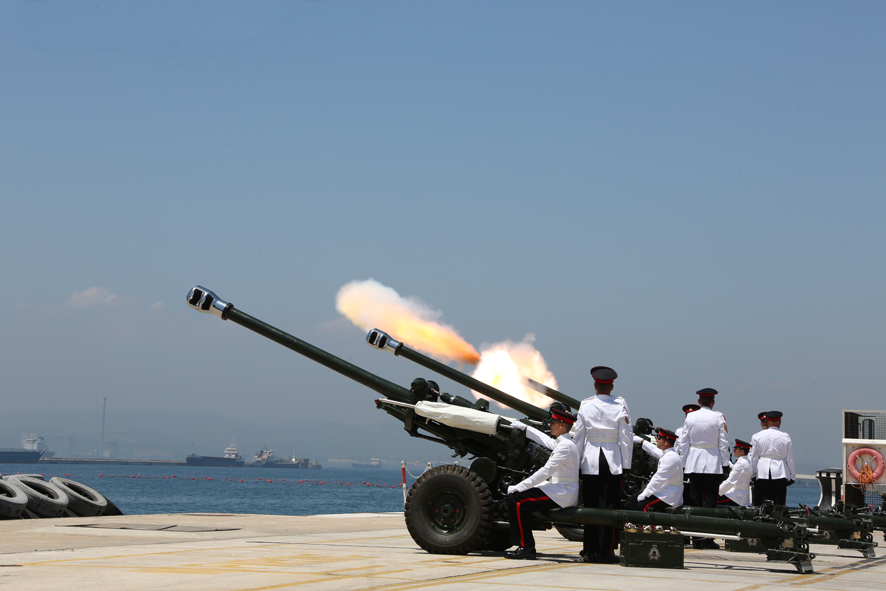
Le Royal Gibraltar Regiment célèbre la naissance de George de Cambridge.

Au Royaume-Uni, la naissance d'un prince est célébrée par 103 coups de canon. Différents événements commémoratifs au cours de l'année sont également accompagnés de tirs de canon.
À la suite de la mort du prince consort Philip Mountbatten, 41 coups de canon sont tirés. Il en a été de même lors du décès d'Elizabeth II. Ces 41 coups de canons sont en réalité une combinaison prévue par le protocole britannique : 21 coups de canon des honneurs militaires, auxquels il faut en rajouter 20 quand ces honneurs sont rendus dans un endroit royal (comme Hyde Park, par exemple).
Au moment du couronnement du roi Charles III, 62 coups de canon sont tirés à Horse Guards Parade et à la Tour de Londres, et 21 coups de canon aux autres lieux britanniques.
Au château d'Édimbourg, en Écosse, le « One O'Clock Gun » (en français : « canon de treize heures ») est une petite cérémonie militaire quotidienne (sauf les dimanches) qui a lieu à treize heures et qui commémore le coup de feu qui rappelait aux marins d'ajuster leur chronomètre lorsque jadis, les cadrans à l'heure exacte n'existaient pas.

### Suisse
Tous les ans, pour fêter le  bicentenaire de la Restauration à Genève, 23 coups de canon sont tirés (un par canton suisse).
Dans le Canton de Vaud, la Pièce Cantonale Vaudoise a pour mission de tirer 23 coups de canon :
- le 24 janvier pour  commémorer l'indépendance vaudoise de 1798[11]
- le 14 avril pour commémorer l'entrée officielle du Canton de Vaud dans la Confédération Suisse en 1803[12]
- le 1er août à l'occasion de la Fête nationale Suisse

### Tunisie
21 coups de canon sont tirés en Tunisie à l'investiture du Président de la République.

## Dans la culture populaire
La chanson 21 Guns de Green Day fait référence aux honneurs à 21 coups de canon.